# Ихтымбаев, Нуржуман Байжуманович
Нуржума́н Байжума́нович Ихтымба́ев (каз. Нұржұман Байжұманұлы Ықтымбаев; род. 14 мая 1941, Коксуский район, Алма-Атинская область, Казахская ССР, СССР) — советский и казахстанский киноактёр; народный артист Казахской ССР (1990), лауреат Государственной премии СССР (1980).

## Биография
Окончил Казахский государственный педагогический институт и его карьера в кино началась случайно — в родной аул будущего артиста приехала съёмочная группа фильма «Тревожное утро». После приглашения на съёмки и удачного дебюта Ихтымбаев был принят штатным актёром киностудии «Казахфильм».
Работы Ихтымбаева отличаются разнообразием характеров — от немногословных, суровых и даже жестоких («Волчонок среди людей») до проникновенно мягких, но тем не менее решительных («Подарок Сталину»). А небольшая, но важная роль Зоара в «Дозорах» проявляет скрытую восточную мудрость и простоту характера.
Среди недавних работ — совместная съёмка с французским актёром Жераром Депардьё в фильме «Поздняя любовь».
Помимо съёмок в кино Ихтымбаев принимает участие в озвучивании анимационных лент («Счастье Кадыра», 2000).

## Увлечения
Нуржуман Ихтымбаев любит петь, играет на домбре, увлекается изготовлением изделий из кожи и чеканкой по серебру. Также он принял участие в программе «Строим Астану», которая была объявлена президентом Казахстана и проходит под патронатом столичного акимата.

## Интересный факт
Нуржуман Ихтымбаев по ошибке поступил в хореографическое училище в Алма-Ате, перепутав хореографию и хоровое пение. В училище его приняли без экзаменов — из-за ошибки в документах приёмная комиссия в шутку посоветовала идти разбираться к министру культуры, в результате Ихтымбаев принёс заявление с необходимой визой.

## Фильмография
- 1966 — Тревожное утро — Капан
- 1967 — За нами Москва
- 1968 — Дорога в тысячу вёрст — Тулеген
- 1968 — Путешествие в детство — Сагатбай
- 1969 — Песнь о Маншук — Жаркинбаев
- 1969 — У заставы «Красные камни» — Талеген
- 1970 — Кыз Жибек
- 1970 — Конец атамана — Аким
- 1970 — Белый квадрат — Каратаев, боксёр
- 1970 — В те дни — Жолат
- 1971 — Алые маки Иссык-Куля — контрабандист
- 1971 — Брат мой — кривой
- 1971 — Седьмое небо — Хаким
- 1971 — Боярышник — Байхон Каугабаев, ревизор фининспекции
- 1972 — Лесная баллада — комиссар партизанского отряда
- 1972 — Шок и Шер
- 1972 — Зима — не полевой сезон
- 1972 — Я — Тянь-Шань
- 1972 — Солдатёнок
- 1973 — Лютый — сын бая
- 1974 — Эй вы, ковбои!
- 1975 — Выбор — Рахмед
- 1976 — Лето в зоопарке (короткометражный)
- 1976 — Третья сторона медали
- 1977 — Последний год Беркута — Пичон Почкаев
- 1977 — Соль и хлеб (киноальманах), фильм «Хлеб»
- 1978 — В ночь лунного затмения — Ялсыгул
- 1978 — Дон Кихот моего детства
- 1978 — Клад чёрных гор
- 1978 — Раушан (короткометражный)
- 1979 — Вкус хлеба — Алихан Мурталиев
- 1979 — Погоня в степи — эпизод
- 1980 — Главный конструктор — Ходжиков
- 1980 — Гонцы спешат — эпизод
- 1980 — Невозможные дети
- 1981 — Великий самоед — Тыко Вылка
- 1982 — Красная юрта — Барсбай
- 1982 — Тринадцатый внук
- 1982 — У кромки поля
- 1984 — Бойся, враг, девятого сына
- 1984 — Первая конная — Городовиков
- 1984 — Первый
- 1984 — Человеческий фактор
- 1985 — Мой дом на зелёных холмах
- 1986 — Турксиб
- 1986 — Человек на мотоцикле — Мукашев
- 1987 — Приют для совершеннолетних
- 1987 — Сказка о прекрасной Айсулу
- 1987 — Сошлись дороги
- 1988 — Волчонок среди людей — Асанбек
- 1989 — Прикосновение
- 1990 — Повелитель тьмы
- 1992 — Долина смерти
- 1993 — Аллажар
- 1993 — Чингисхан
- 1996 — Жамбыл
- 1997 — Аксуат
- 1999 — Послушай, не идет ли дождь
- 2003 — Сардар
- 2004 — Дом у солёного озера
- 2004 — Немая прохлада
- 2004 — Ночной дозор — Зоар
- 2004 — Остров Возрождения
- 2004 — Охотник
- 2005 — Дневной дозор — Зоар
- 2005 — Курак Корпе
- 2005 — Аурелен
- 2006 — Записки путевого обходчика
- 2006 — Ближний Бой
- 2008 — Подарок Сталину — Касым, путевой обходчик
- 2009 — Лавэ — егерь
- 2009 — Секер — бабочник
- 2009 — Нежданная Любовь
- 2010 — Небо Моего Детства
- 2010 — Груз 001
- 2014 — Возвращение
- 2015 — Ноктюрн — старик
- 2017 — «Звезда Каукена»(фильм) — голос за кадром.[8]

## Награды и премии
1. 1980 — Государственная премия СССР («Вкус хлеба»).
2. 1990 — Народный артист Казахской ССР.
3. 2007 — Гран-при (учрежден Патриархом Алексием II) кинофестиваля «Верное сердце» — за роль в фильме «Путевой обходчик»[9].
4. 2007 — Независимая Премия Тарлан
5. 2007 — Орден Парасат (за заслуги в кинематографии).
6. 2009 — Звёзды Шакена — лучший актёр.
7. 2009 — МКФ в Чебоксарах — Приз за лучшую мужскую роль («Подарок Сталину»)[10].
8. 2009 — Специальный приз Всеамериканской ассоциации поддержки искусств за роль Касыма («Подарок Сталину»)[11].
9. 2012 — Именная звезда — на главной киностудии страны «Казахфильм»(2012)[12]
10. 2013 (28 ноября) — Почётный знак «За заслуги в развитии культуры и искусства» (Межпарламентская ассамблея СНГ) — за значительный вклад в формирование и развитие общего культурного пространства государств — участников Содружества Независимых Государств, реализацию идей сотрудничества в сфере культуры и искусства[13].
11. 2021 (2 декабря) — Орден «Барыс» ІІ степени;[14]